# Ignacy Mojżesz I Daoud
Ignacy Mojżesz I Daoud, właśc. Bazyli Mojżesz Daoud (ur. 18 września 1930 w Maskanie, zm. 7 kwietnia 2012 w Rzymie) – katolicki duchowny obrządku syryjskiego, patriarcha Antiochii, prefekt watykańskiej Kongregacji Kościołów Wschodnich, kardynał.

## Życiorys
Studiował w seminariach w Jerozolimie i Charfecie (Liban), na Papieskim Uniwersytecie Laterańskim w Rzymie obronił licencjat z prawa kanonicznego. Przyjął święcenia kapłańskie 17 października 1954. Pełnił m.in. funkcję sekretarza Patriarchatu Syryjskiego w Bejrucie oraz obrońcy węzła małżeńskiego przy trybunale patriarchalnym w Bejrucie. 2 lipca 1977 Syryjski Katolicki Synod Patriarchalny w Charfecie powołał go na biskupa Kairu rytu syryjskiego; 22 lipca 1977 uzyskał potwierdzenie tego wyboru przez Pawła VI, a 18 września t.r. odebrał sakrę biskupią z rąk Ignacego II Hayeka, patriarchy Antiochii rytu syryjskiego. W związku z sakrą biskupią przyjął imię Ignacego.
W lipcu 1994 został powołany przez Synod Patriarchalny na archiparchę Homs, Hama et Nabk rytu syryjskiego i kilka dni potem zatwierdzony przez Jana Pawła II; od października 1998 był patriarchą Antiochii. Z funkcji tej zrezygnował w styczniu 2001 po nominacji (w listopadzie 2000) na prefekta Kongregacji Kościołów Wschodnich. Zachował tytuł patriarchy ad personam, a w lutym 2001 został wyniesiony przez Jana Pawła II do godności kardynała-biskupa. Brał udział w sesjach Światowego Synodu Biskupów w Watykanie, w tym w sesji specjalnej poświęconej Kościołowi w Azji wiosną 1998.
Po śmierci Jana Pawła II w kwietniu 2005 dalsze pełnienie przez patriarchę funkcji prefekta Kongregacji Kościołów Wschodnich uległo zawieszeniu, ale został ponownie mianowany przez kolejnego papieża Benedykta XVI. Odszedł z funkcji prefekta kongregacji w czerwcu 2007, w związku z osiągnięciem wieku emerytalnego. Zastąpił go na tym stanowisku abp Leonardo Sandri.
18 września 2010 roku w związku z ukończeniem 80. roku życia utracił prawo do udziału w konklawe.
Od 14 marca 2012 po udarze był hospitalizowany w poliklinice Gemelli, gdzie zmarł 7 kwietnia 2012.